# 丹徒区
丹徒区（たんと-く）は中華人民共和国江蘇省鎮江市に位置する市轄区。

## 行政区画
- 街道:高資街道、宜城街道
- 鎮:高橋鎮、辛豊鎮、穀陽鎮、上党鎮、宝堰鎮、世業鎮